# Battaglia di Tudela
La battaglia di Tudela fu combattuta il 23 novembre 1808 durante la campagna di Napoleone in Spagna e si concluse con la netta vittoria delle truppe francesi guidate dal maresciallo Jean Lannes che sconfissero l'esercito spagnolo del generale Francisco Castaños. Tuttavia l'abile manovra aggirante architettata da Napoleone per distruggere completamente il nemico ebbe solo parziale successo a causa di ritardi e difficoltà tecniche, e quindi i resti dell'armata spagnola riuscirono, dopo aver subito pesanti perdite, a ripiegare verso sud, evitando l'accerchiamento. Dopo questa vittoria Napoleone fu libero, avendo disgregato lo schieramento principale nemico, di marciare direttamente su Madrid che cadde il 4 dicembre 1808.

## Napoleone in Spagna
Dopo le disastrose sconfitte subite dall'esercito francese in Spagna nell'estate 1808, Napoleone consapevole della necessità di un suo intervento diretto nella penisola iberica per riprendere il controllo della situazione, decise di trasferire una parte della Grande Armata a sud dei Pirenei e sferrare una grande offensiva generale per sbaragliare gli eserciti nemici che erano rientrati a Madrid e si avvicinavano alla linea dell'Ebro, dove avevano ripiegato le residue truppe del fratello Giuseppe.
In poche settimane oltre 100 000 soldati francesi veterani della Grande Armata furono quindi trasferiti a sud con una serie di estenuanti marce forzate in condizioni di precaria organizzazione; i soldati mostrarono la consueta resistenza alla fatica e, ai comandi dell'imperatore, un morale molto alto; alla fine di ottobre 1808, Napoleone poté organizzare il suo schieramento e passare all'offensiva, avendo a disposizione oltre 120 000 uomini, distribuiti in sei corpi d'armata, oltre alla Guardia imperiale e alla riserva di cavalleria. Altri corpi d'armata francesi erano in arrivo ma l'imperatore decise di attaccare subito per sfruttare le debolezze dello schieramento nemico che, sparpagliato dalle foci dell'Ebro all'Aragona in armate separate, si prestava ad essere rapidamente disgregato dalle manovre combinate napoleoniche.

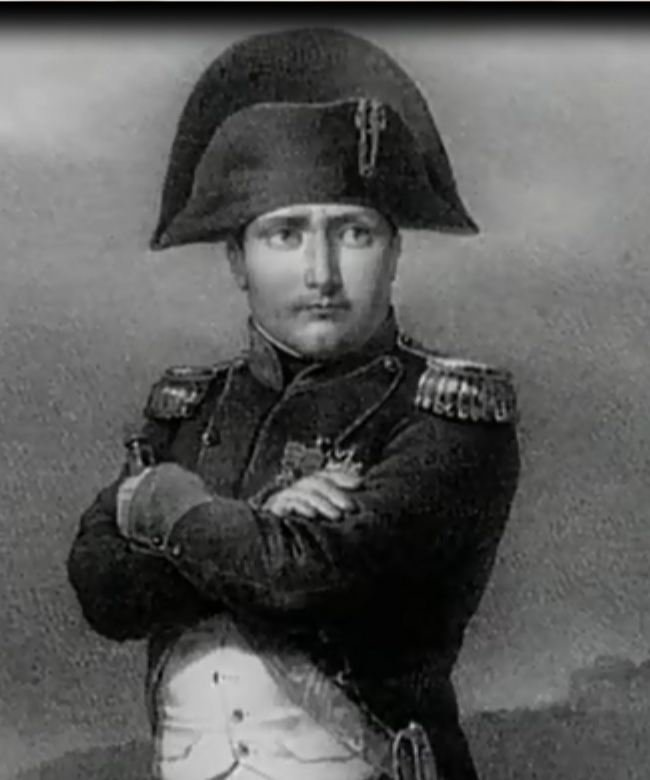
L'imperatore Napoleone.

Napoleone decise inizialmente di sferrare l'attacco principale al centro dello schieramento nemico difeso solo dalla debole Armata d'Estremadura; raggiunta una posizione centrale strategicamente decisiva e avendo frantumato in due masse separate l'esercito nemico, l'imperatore intendeva quindi organizzare due manovre di aggiramento sulle ali che avrebbero dovuto portare alla distruzione totale delle forze nemiche. Nonostante difficoltà organizzative ed errori tattici di alcuni marescialli, l'attacco, energicamente diretto da Napoleone che raggiunse Vitoria il 5 novembre, ebbe inizio il 9 novembre e raggiunse subito importanti successi. Il II corpo del maresciallo Nicolas Soult attaccò e sbaragliò l'Armata d'Estremadura nella battaglia di Gamonal; il 10 novembre il maresciallo occupò e saccheggiò Burgos, raggiungendo così la posizione centrale.
Napoleone raggiunse Burgos al mattino dell'11 novembre e diede subito avvio alle manovre per aggirare le due ali nemiche; il maresciallo Soult, dopo aver inviato alcuni reparti verso ovest per identificare eventuali altre forze spagnole o britanniche, marciò a tappe forzate lungo le impervie strade di montagna verso nord in direzione di Reinosa per tagliare la strada all'Armata di Galizia del generale Joacquin Blake che contemporaneamente era stata attaccata a Espinosa de los monteros dal I corpo del maresciallo Claude Victor. La Guardia imperiale e una parte delle riserve furono fatte affluire a Burgos per presidiare la posizione centrale, il maresciallo Michel Ney con due divisioni del VI corpo fu diretto a Aranda de Duero da dove avrebbe potuto minacciare le retrovie dell'ala destra spagnola. Nel frattempo la divisione del generale Joseph Lagrange aveva occupato fin dalla fine di ottobre Logroño, mentre il maresciallo Jeannot de Moncey aveva raggiunto con il III corpo Lodosa, portandosi in posizione per attaccare frontalmente l'Armata del Centro del generale Francisco Castaños, ancora schierata in posizione esposta a Calahorra.
Napoleone affidò all'esperto e capace maresciallo Jean Lannes, appena ripresosi dalle ferite di una caduta da cavallo, il comando delle forze che avrebbero dovuto attaccare l'ala destra spagnola, raggruppando il III corpo, la divisione del generale Lagrange e la divisione di cavalleria del generale Auguste Colbert; mentre il maresciallo Lannes avrebbe sbaragliato frontalmente l'Armata del Centro, il maresciallo Ney da Aranda avrebbe marciato verso est lungo il Duero per intercettare la linea di ritirata del generale Castaños.

## La battaglia

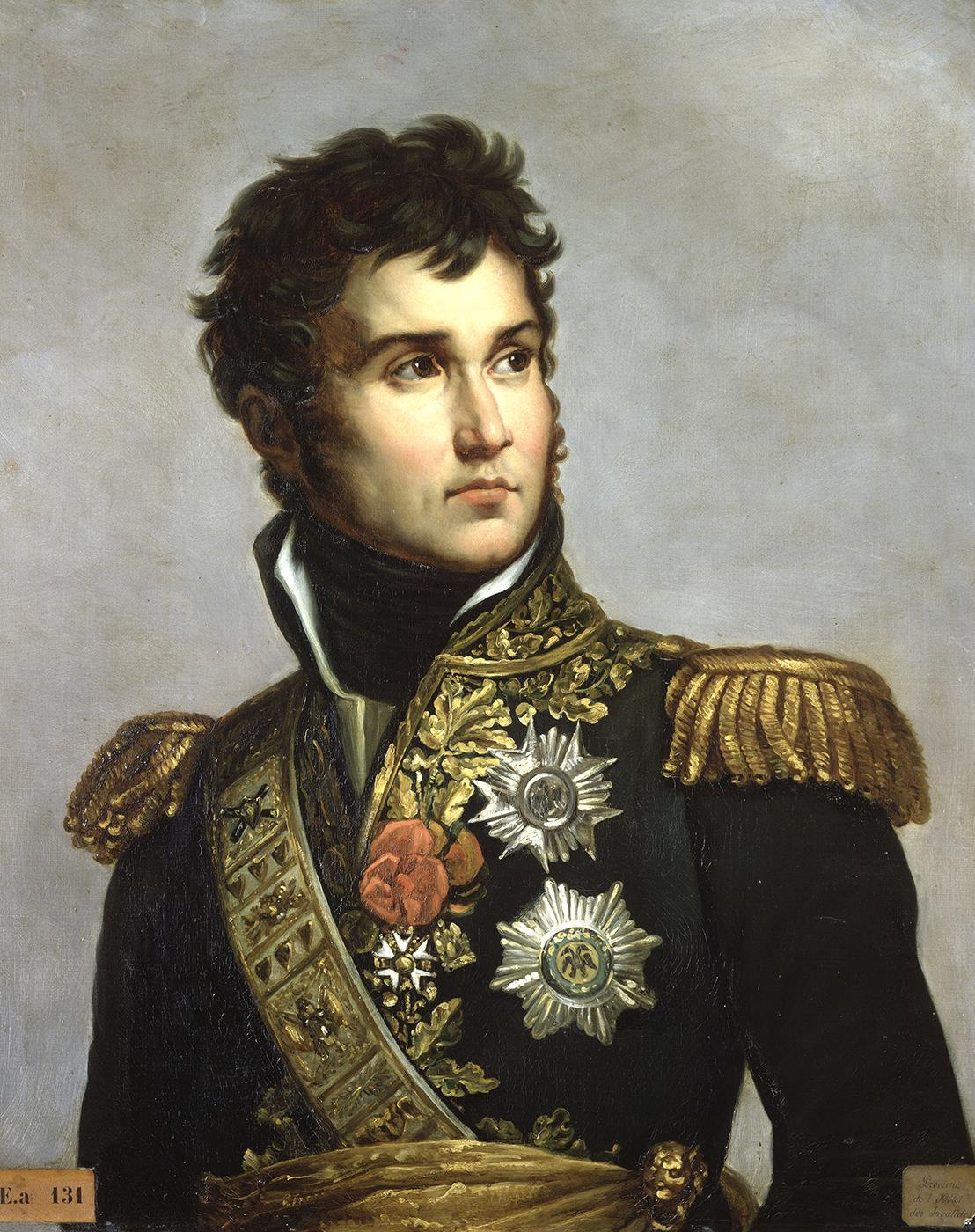
Il maresciallo Jean Lannes, comandante delle truppe francesi alla battaglia di Tudela.

Le vittorie francesi furono favorite dagli errori strategici e dalle rivalità tra i generali spagnoli; inizialmente, ancor prima dell'arrivo di Napoleone, la Giunta centrale di Madrid aveva progettato un ambizioso e irrealistico piano di offensiva generale che prevedeva anche un attacco combinato dell'Armata del Centro del generale Castaños e dell'Armata d'Aragona del generale José Palafox in direzione di Pamplona per aggirare e sconfiggere il III corpo francese del maresciallo Moncey. In realtà i due generali spagnoli non riuscirono a collaborare in modo efficace e furono invece i francesi a mettere in difficoltà il nemico dal 25 ottobre, inducendo i comandanti spagnoli a rinunciare a velleitarie offensive ed a ripiegare verso Tudela e Saragozza. A causa degli ordini da Madrid che continuavano a sollecitare un attacco e della rivalità tra i generali Castaños e Palafox le due armate rimasero tuttavia separate e il 18 novembre l'Armata del Centro era a Calahorra con circa 45 000 soldati, mentre il generale Palafox rimaneva nell'area di Saragozza.

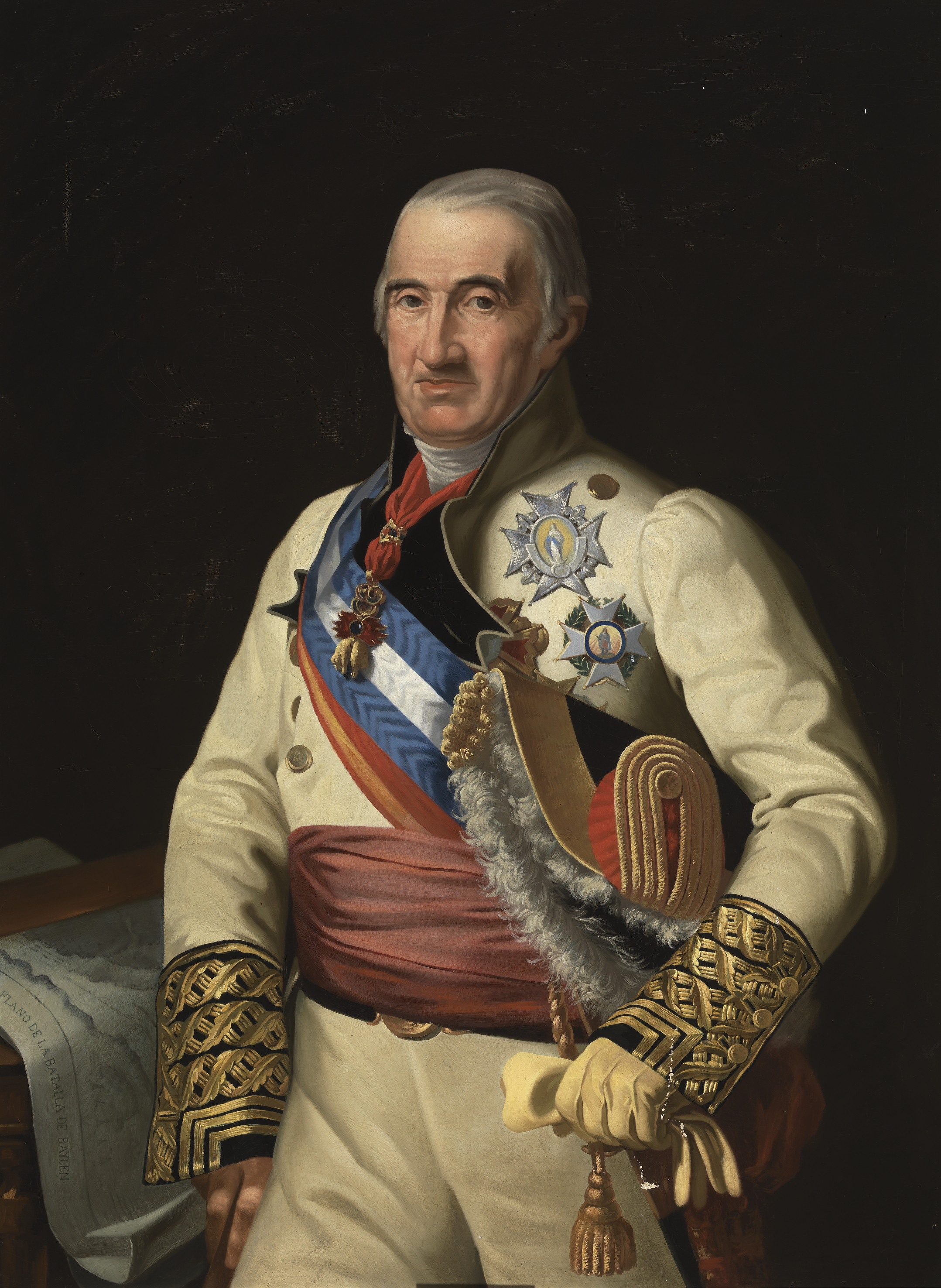
Il generale Francisco Javier Castaños, vincitore della battaglia di Bailén, subì una pesante sconfitta a Tudela.

Napoleone poté quindi approfittare della dispersione del nemico e dell'inettitudine dei comandanti avversari. Il 16 novembre si era nel frattempo conclusa con risultati non completamente soddisfacenti la prima manovra pianificata dall'imperatore contro l'ala sinistra spagnola; il maresciallo Soult effettuò una rapida marcia forzata e raggiunse Reinosa in pochi giorni ma il generale Blake, dopo essere stato sconfitto a Espinos de los Monteros non fu agganciato dal maresciallo Victor e riuscì a salvare una parte del suo esercito ritirandosi su strade secondarie di montagna verso León. Napoleone quindi decise di mettere in atto la seconda manovra nelle retrovie del nemico, sperando di poter distruggere l'Armata del Centro ancora ferma a Calahorra; il 18 novembre il maresciallo Ney ricevette l'ordine di marciare subito da Aranda verso Tarazona per tagliare la ritirata agli spagnoli, mentre il maresciallo Lannes avrebbe attaccato da Logroño verso Tudela; a causa di difficoltà organizzative il maresciallo Ney si mise in marcia solo il 20 novembre e nonostante il grande impegno del maresciallo il ritardo avrebbe in parte compromesso l'accurato piano dell'imperatore.
Il generale Castaños apprese il 21 novembre che grandi forze francesi stavano marciando contro di lui da Logroño; il generale, invece di ritirarsi ed evitare la battaglia in una posizione esposta, decise di ripiegare solo fino a Tudela, i capi spagnoli continuarono ancora a discutere tra loro senza riuscire a stabilire un piano di operazioni coordinato. Il 22 novembre si tenne un ultimo consiglio di guerra con la presenza del generale Palafox che rimase deciso a concentrare le sue forze sulla riva sinistra dell'Ebro per coprire Saragozza, mentre non vennero occupate le importanti posizioni di Caparosa. Mentre continuavano i contrasti tra i generali spagnoli, il maresciallo Lannes si stava avvicinando con il III corpo rinforzato dalla divisione del generale Lagrange e dalla divisione del generale Maurice Mathieu; circa 35 000 soldati francesi con 60 cannoni apparvero il mattino del 23 novembre 1808 davanti alle posizioni spagnole di Tudela, mentre le truppe dell'Armata d'Aragona stavano finalmente attraversando l'Ebro per occupare le loro posizioni di rinforzo alle truppe del generale Castaños.

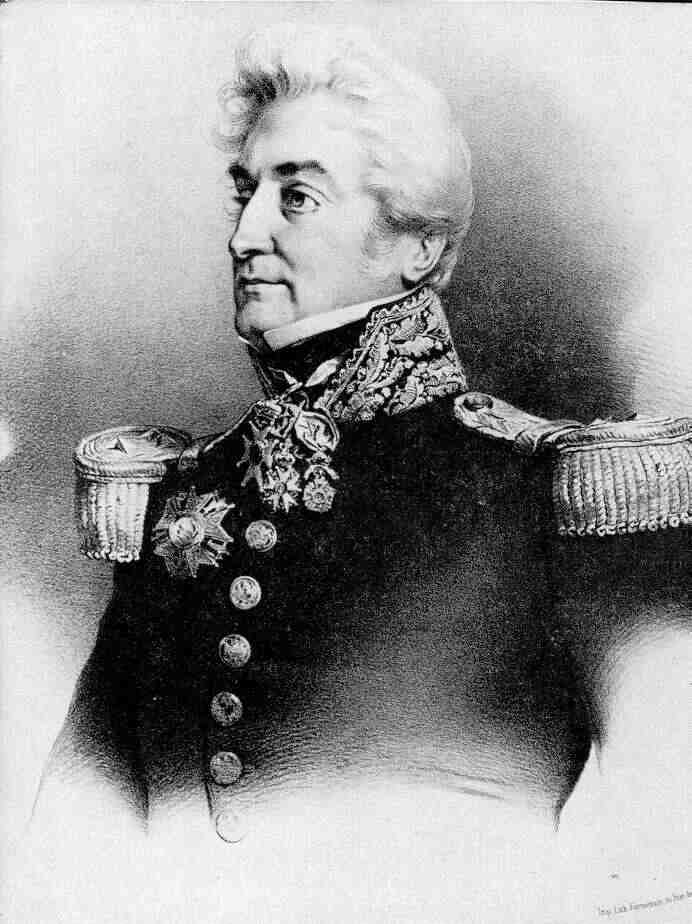
Il generale Joseph Lagrange.

Lo schieramento spagnolo era esteso su oltre dieci chilometri lungo una serie di colline tra Tudela e Tarazona; tre divisioni erano posizionate a Tarazona, una divisione occupava il villaggio di Cascante mentre altre due divisioni dell'Armata del Centro cercavano di mantenere il collegamento con le truppe dell'Armata d'Aragona. Un fronte così esteso e l'insufficiente coesione dei reparti esponevano le truppe spagnole alla sconfitta; inoltre il generale Castaños non impiegò la sua cavalleria che rimase inattiva invece di cercare di identificare la direzione dell'attacco nemico. Il maresciallo Lannes rilevò subito le debolezze dello schieramento nemico e decise di affrettare l'attacco che ebbe inizio alle ore 09.00 del mattino del 23 novembre.

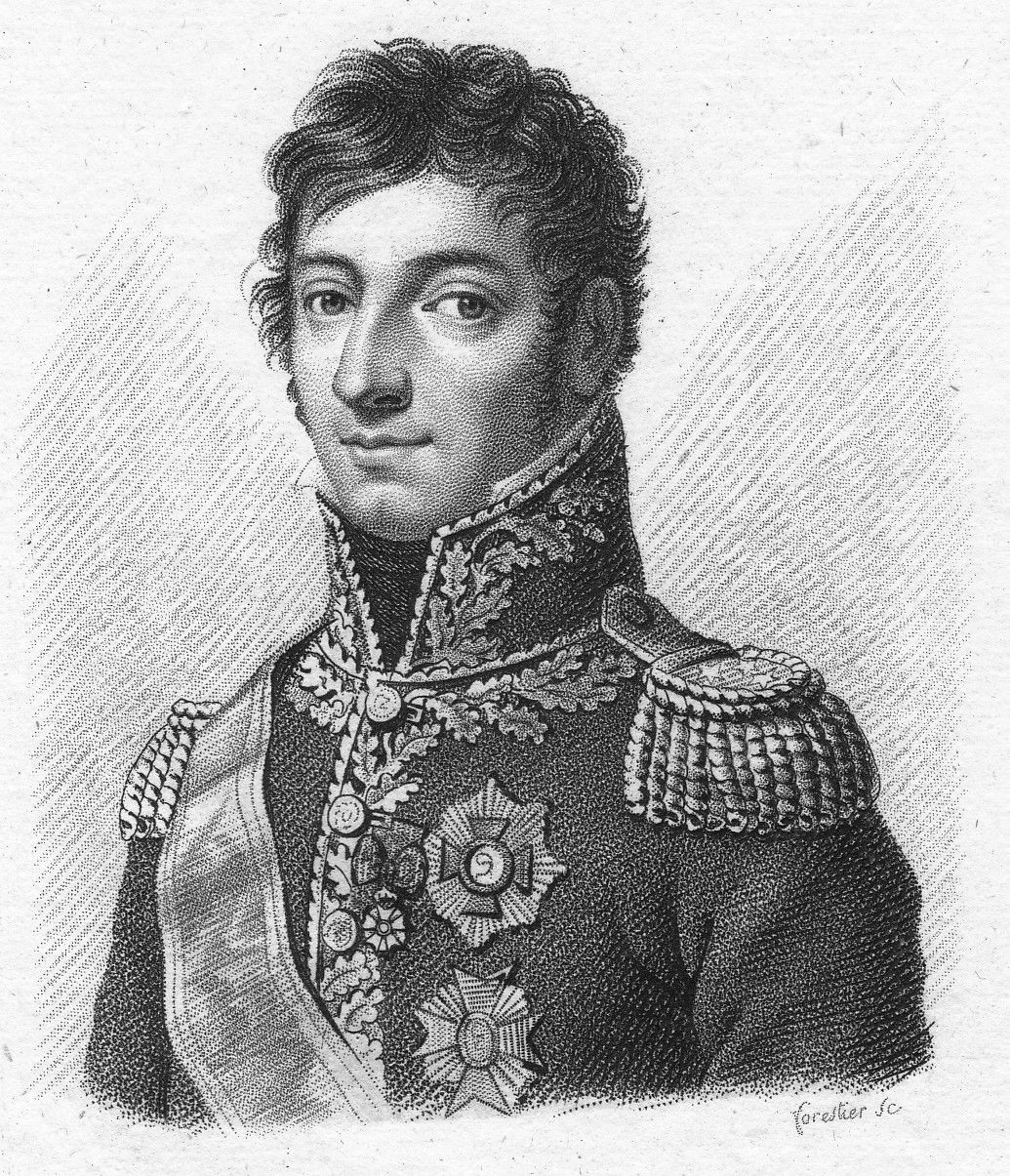
Il generale di cavalleria Charles Lefebvre-Desnouettes.

L'attacco francese venne sferrato in tre punti diversi; mentre il generale Antoine Morlot attaccava con la sua divisione direttamente le alture sopra la città di Tudela, la divisione del generale Lagrange marciò contro Cascante e i soldati del generale Mathieu, rafforzato dalla divisione di cavalleria del generale Charles Lefebvre-Desnouettes, assaltarono il centro delle posizioni spagnole. L'attacco iniziale del generale Morlot, contrastato dalle truppe spagnole dell'Armata d'Aragona, non ebbe molto successo e i francesi furono respinti lungo il declivio delle colline, ma negli altri settori i soldati francesi ottennero rapidamente la meglio; il generale Mathieu riuscì a superare le difese nemiche in un bosco di ulivi e in una cresta collinare importante tatticamente che copriva il centro del fronte spagnolo. In questo modo, dopo una serie di aspri scontri, i francesi riuscirono ad irrompere nella principale posizione nemica al centro che venne poi completamente sbaragliata dall'intervento della cavalleria del generale Lefebvre-Desnouettes. I cavalieri, tra cui si distinsero i reparti di cavalleria polacca, dilagarono sulla sinistra e sulla destra, disgregando i reparti di fanteria spagnoli; molti soldati fuggirono in rotta verso il ponte di Tudela mentre la cavalleria francese si lanciava all'inseguimento per completare la vittoria.
Mentre il settore centrale spagnolo stava cedendo, la divisione del generale La Peña riuscì inizialmemte a trattenere a Cascante l'avanguardia di cavalleria del generale Lagrange che precedeva il grosso della divisione, ma ben presto comparvero le colonne di fanteria francesi che attaccarono in massa; gli spagnoli furono sconfitti e iniziarono a ripiegare verso Tarazona dove erano rimaste inattive per tutto il tempo altre tre divisioni spagnole. Di fronte alla disfatta della divisione del generale La Peña, anche le altre formazioni spagnole a Tarazona ripiegarono inizialmente in modo ordinato, inseguiti dai francesi, verso Boja; la comparsa di reparti di cavalleria francese trasformò anche questa ritirata in una rotta disordinata; alcuni depositi furono fatti saltare, la confusione si diffuse e le truppe si disgregarono lungo la strada. Mentre il centro e l'ala sinistra spagnoli venivano sbaragliati dagli attacchi del maresciallo Lannes, il generale O'Neil che comandava, in assenza del generale Palafox, l'ala destra con le truppe dell'Ararona, preferì rinunciare a battersi e si ritirò a grande velocità a Saragozza, dove alcuni reparti arrivarono fin dalla sera del 23 novembre.

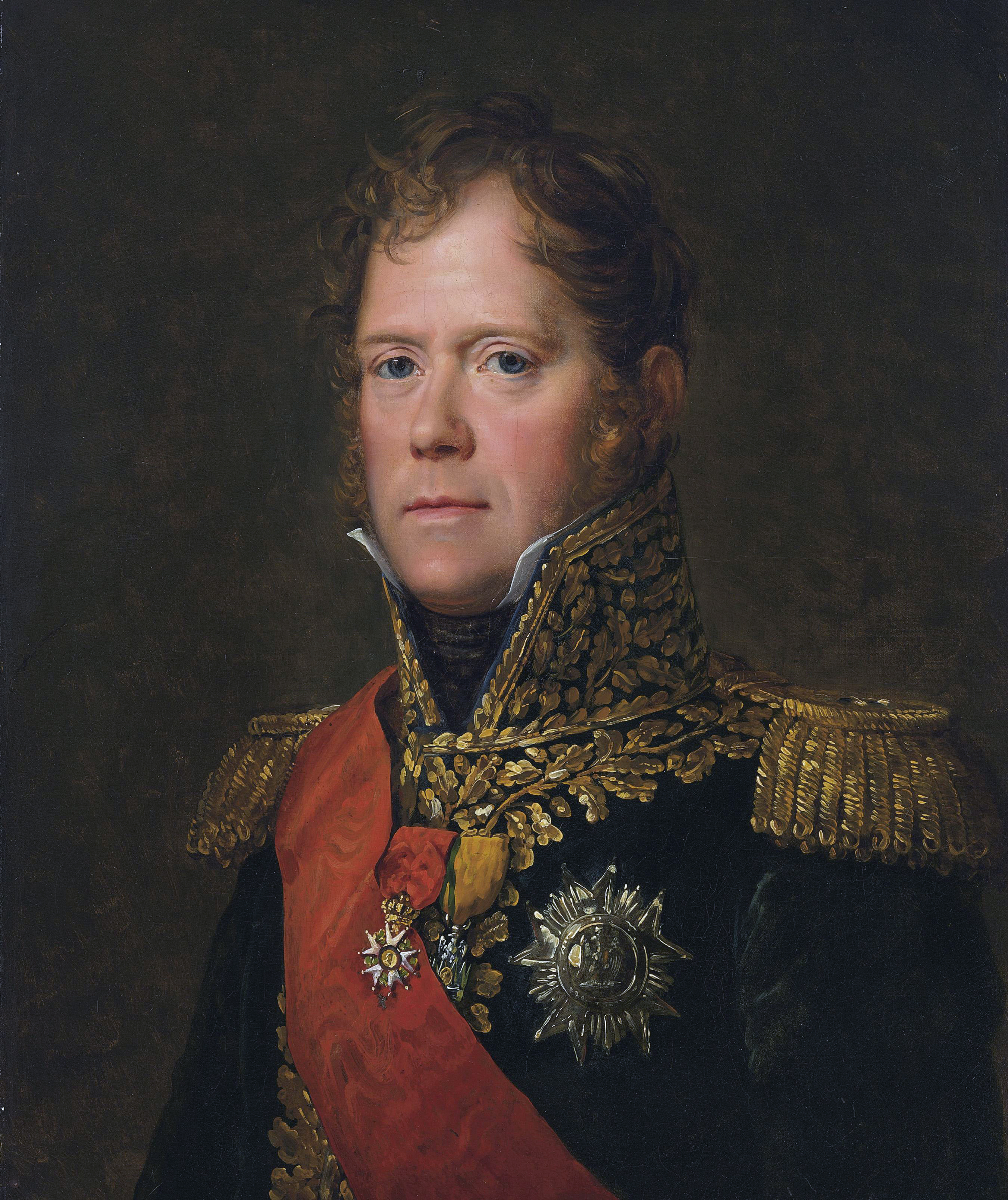
Il maresciallo Michel Ney, comandante del VI corpo dell'Armata di Spagna, non riuscì ad intercettare in tempo la ritirata degli spagnoli dopo la battaglia di Tudela.

La battaglia di Tudela si concluse quindi con una netta vittoria campale francese; furono catturati alcune migliaia di prigionieri, tutti i magazzini ed i depositi dell'Armata del Centro e 30 cannoni, mentre le perdite totali spagnole furono di circa 8 000-9 000 soldati. I superstiti si ritirano in disordine in varie direzioni, circa 15 000 uomini fuggirono a Saragozza, altri 2 000 soldati, tagliati fuori sulle montagne di Nalda, rimasero isolati, mentre due divisioni e numerosi sbandati, guidati dal generale Castaños, riuscirono a ripiegare vero sud ed a radunarsi, in condizioni materiali e morali deplorevoli, a Calatayud entro il 25 novembre.
Nonostante questi successi, tuttavia, la manovra aggirante di Napoleone per accerchiare completamente le forze spagnole era fallita; il maresciallo Ney infatti raggiunse con le sue due divisioni Tarazona solo il 26 novembre, troppo tardi per intercettare i resti del nemico in rotta verso Calatayud. Il maresciallo Ney, che era partito da Aranda sul Duero il 20 novembre, doveva percorrere, per raggiungere il suo obiettivo, oltre 180 chilometri di disagevoli strade di montagna; nonostante la grande energia del maresciallo che riuscì a far avanzare a grande velocità i suoi soldati, i tempi erano forse mal calcolati. Napoleone lamentò alcuni ritardi ed errori del comandante francese accusato di aver sostato troppo a lungo a Soria il 23 e il 24 novembre prima di proseguire per Ágreda; sembra inoltre che il maresciallo Ney abbia commesso alcuni errori tattici durante la marcia e si è anche evocata la rivalità tra lui e il maresciallo Lannes per spiegare il ritardo. Tuttavia le difficoltà del terreno erano notevoli; quando il VI corpo d'armata si ricollegò con le truppe del maresciallo Lannes, arrivando a Cascante il 26 novembre ed a mezza strada tra Tudela e Saragozza il 27 novembre, i resti dell'armata spagnola erano già sfuggiti.

## Conseguenze

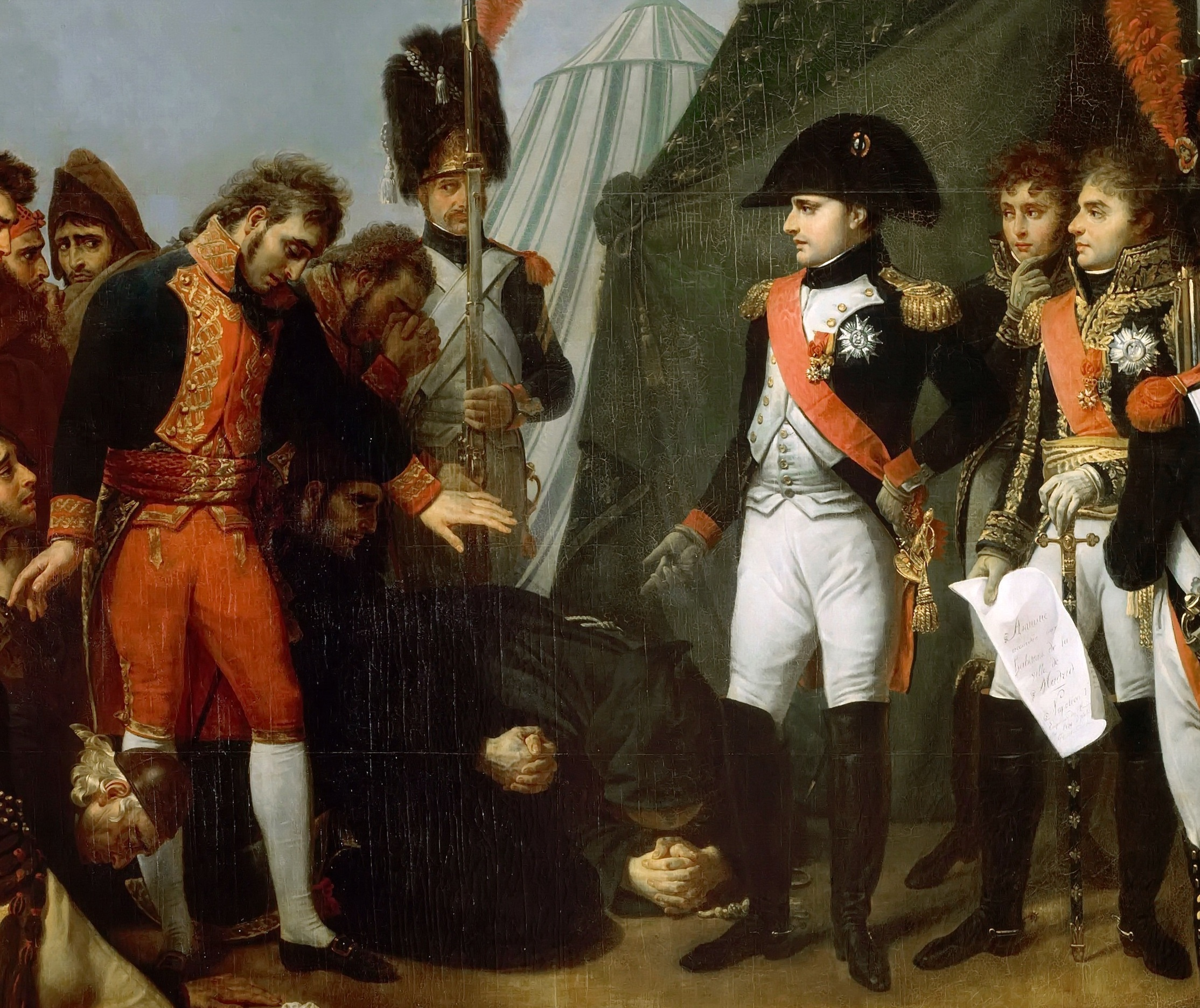
Napoleone riceve la resa di Madrid.

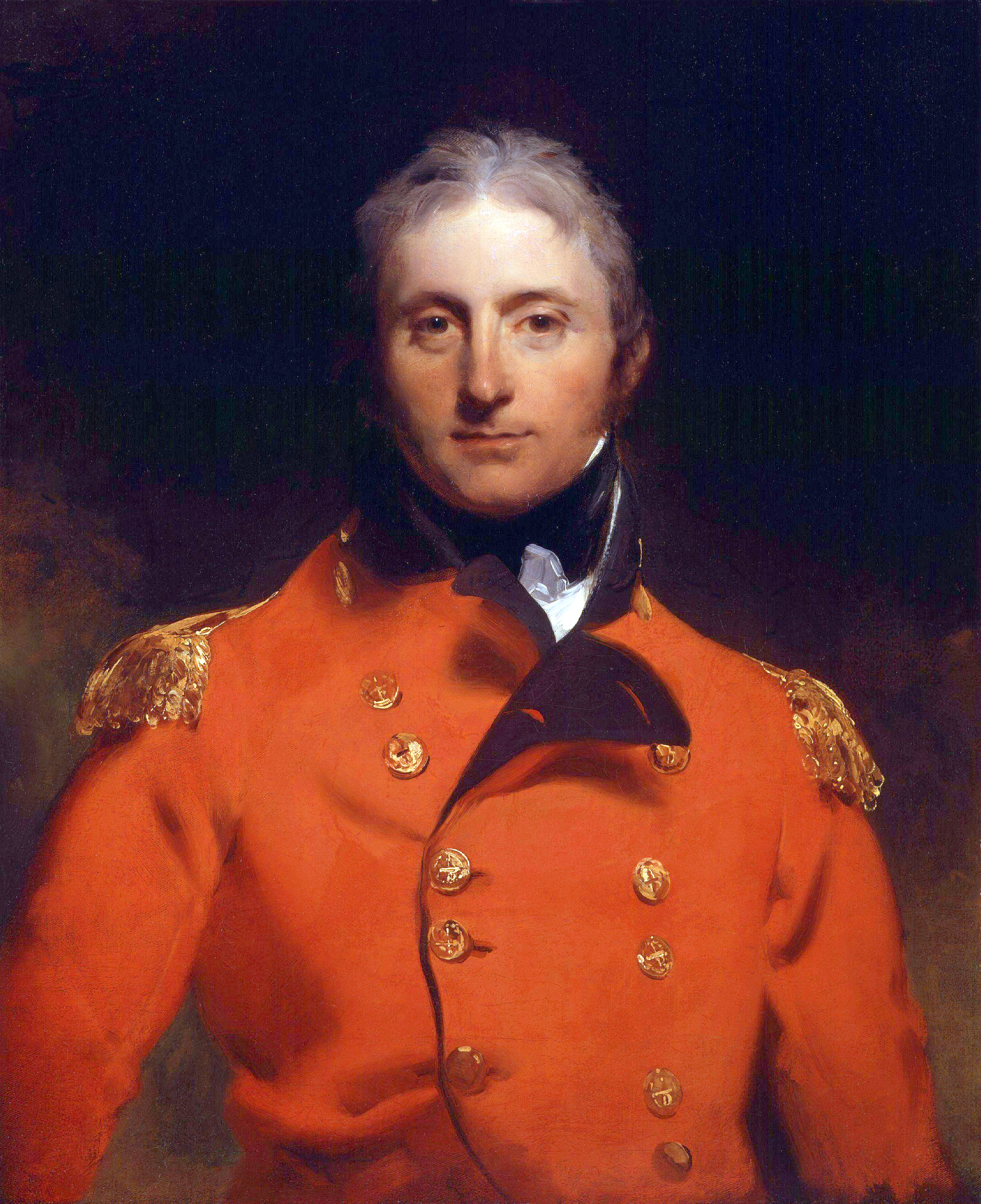
Il generale inglese John Moore

Dopo la disfatta dell'Armata del Centro nella battaglia di Tudela e la ritirata dell'Armata d'Aragona su Saragozza, si concluse la prima fase della campagna napoleonica in Spagna; l'imperatore pur intralciato dalle difficoltà del terreno e da alcuni errori dei suoi luogotenenti, aveva disgregato le truppe di prima linea dello schieramento posto di fronte alla sua armata e si era aperto la strada verso la capitale iberica. Pur non essendo riuscito a distruggere completamente le armate nemiche, Napoleone aveva dimostrato grande abilità strategica e in poche settimane aveva raggiunto una posizione di predominio operativo sui suoi avversari. Delle forze nemiche, l'Armata di Galizia era in ritirata verso León, l'Armata d'Estremadura aveva ripiegato a sud del Tago, l'Armata del Centro era a Calatayud, mentre l'Armata d'Aragona stava per essere circondata dal maresciallo Lannes a Saragozza.
La capitale spagnola era difesa solo dalle modeste forze in via di costituzione al comando del generale Benito San Juan. Entro pochi giorni Napoleone diede avvio alla seconda fase delle operazioni; il maresciallo Soult avrebbe protetto le comunicazioni dell'armata a Burgos e Valladolid, il maresciallo Lannes avrebbe conquistato Saragozza, mentre l'imperatore avrebbe concentrato il I, IV, VI corpo e la Guardia imperiale per la marcia su Madrid che si sarebbe conclusa con poche difficoltà il 4 dicembre 1808, giorno dell'entrata delle truppe francesi nella capitale.
Tuttavia, nonostante le vittorie, Napoleone non sarebbe riuscito durante la sua breve permanenza in Spagna a risolvere definitivamente la situazione a favore dei francesi; ostacolato dal clima e dal terreno, l'imperatore non sarebbe neppure riuscito ad impedire l'evacuazione via mare del corpo di spedizione britannico del generale John Moore. Il 17 gennaio 1809, l'imperatore, allarmato dalle notizie dei preparativi di guerra dell'Austria e di intrighi politici a Parigi sarebbe ripartito per la Francia, lasciando i suoi marescialli e gran parte delle truppe nella penisola iberica.